# Amomum ovoideum
Amomum ovoideum är en enhjärtbladig växtart som beskrevs av Jean Baptiste Louis Pierre och François Gagnepain. Amomum ovoideum ingår i släktet Amomum och familjen Zingiberaceae. Inga underarter finns listade i Catalogue of Life.